# Фристайл на зимових Олімпійських іграх 2022
Змагання з фристайлу на зимових Олімпійських іграх 2022 тривали з 3 до 19 лютого. Розіграють 13 комплектів нагород (6 чоловіки, 6 жінки та 1 змішані команди). У липні 2018 року Міжнародний олімпійський комітет (МОК) офіційно вніс до олімпійської програми фристайлу три дисципліни: біг-ейр серед чоловіків та жінок, а ще змагання з акробатики серед змішаних команд.

## Кваліфікація
Загалом на програму фристайлу МОК виділив 284 квотні місця. Національний олімпійський комітет може заявити на змагання до 30-ти спортсменів (щонайбільше 16 чоловіків або 16 жінок). Якщо від НОК кваліфікувалося досить спортсменів, щоб взяти участь у змаганнях з акробатики серед змішаних команд, то тоді НОК може розширити представництво до 32-х спортсменів. Щоб кваліфікуватися в певну дисципліну, спортсмен має набрати мінімальну кількість очок FIS, а ще впродовж кваліфікаційного періоду потрапити до топ-30 на етапі Кубка світу (з 1 липня 2019 року до 16 січня 2022 року), або ж взяти участь у чемпіонаті світу з фрістайлу 2021 року.
Кожна дисципліна має певну кількість квотних місць та вимоги добору.
| Дисципліна         | Чоловіки | Жінки | Мінімум балів FIS |
| ------------------ | -------- | ----- | ----------------- |
| Акробатика         | 25       | 25    | 80,00             |
| Біг-ейр/Слоупстайл | 30       | 30    | 50,00             |
| Хафпайп            | 25       | 25    | 50,00             |
| Могул              | 30       | 30    | 80,00             |
| Скікрос            | 32       | 32    | 80,00             |
| Квота 284          | 142      | 142   |                   |

- Біг-ейр та слоупстайл мають комбіновану квоту в змаганнях.

## Розклад змагань
Вказано місцевий час (UTC+8)
Жирним шрифтом виділено фінали змагань.
| Дата      | Час   | Дисципліна                   |
| --------- | ----- | ---------------------------- |
| 3 лютого  | 18:00 | Могул (жінки)                |
| 3 лютого  | 19:45 | Могул (чоловіки)             |
| 5 лютого  | 19:30 | Могул (чоловіки)             |
| 6 лютого  | 19:30 | Могул (жінки)                |
| 7 лютого  | 9:30  | Біг-ейр (жінки)              |
| 7 лютого  | 13:30 | Біг-ейр (чоловіки)           |
| 8 лютого  | 10:00 | Біг-ейр (жінки)              |
| 9 лютого  | 11:00 | Біг-ейр (чоловіки)           |
| 10 лютого | 19:00 | Акробатика (змішані команди) |
| 13 лютого | 10:00 | Слоупстайл (жінки)           |
| 13 лютого | 19:00 | Акробатика (жінки)           |
| 14 лютого | 9:30  | Слоупстайл (жінки)           |
| 14 лютого | 12:30 | Слоупстайл (чоловіки)        |
| 14 лютого | 19:00 | Акробатика (жінки)           |
| 15 лютого | 9:30  | Слоупстайл (чоловіки)        |
| 15 лютого | 19:00 | Акробатика (чоловіки)        |
| 16 лютого | 19:00 | Акробатика (чоловіки)        |
| 17 лютого | 9:30  | Хафпайп (жінки)              |
| 17 лютого | 11:30 | Скікрос (жінки)              |
| 17 лютого | 12:30 | Хафпайп (чоловіки)           |
| 17 лютого | 15:10 | Скікрос (жінки)              |
| 18 лютого | 9:30  | Хафпайп (жінки)              |
| 18 лютого | 11:45 | Скікрос (чоловіки)           |
| 18 лютого | 15:55 | Скікрос (чоловіки)           |
| 19 лютого | 9:30  | Хафпайп (чоловіки)           |

## Чемпіони та призери

### Таблиця медалей
*   Країна-господарка (Китай)
| Місце               | Країна                     | Золото | Срібло | Бронза | Загалом |
| ------------------- | -------------------------- | ------ | ------ | ------ | ------- |
| 1                   | Китай*                     | 4      | 2      | 0      | 6       |
| 2                   | США                        | 2      | 3      | 1      | 6       |
| 3                   | Швейцарія                  | 2      | 1      | 1      | 4       |
| 4                   | Швеція                     | 2      | 0      | 2      | 4       |
| 5                   | Австралія                  | 1      | 0      | 0      | 1       |
| 5                   | Норвегія                   | 1      | 0      | 0      | 1       |
| 7                   | Канада                     | 0      | 3      | 2      | 5       |
| 8                   | Білорусь                   | 0      | 1      | 0      | 1       |
| 8                   | Україна                    | 0      | 1      | 0      | 1       |
| 8                   | Франція                    | 0      | 1      | 0      | 1       |
| 11                  | Олімпійський комітет Росії | 0      | 0      | 3      | 3       |
| 12                  | Естонія                    | 0      | 0      | 1      | 1       |
| 12                  | Німеччина                  | 0      | 0      | 1      | 1       |
| 12                  | Японія                     | 0      | 0      | 1      | 1       |
| Загалом (14 збірні) | Загалом (14 збірні)        | 12     | 12     | 12     | 36      |

### Чоловіки
| Дисципліна | Золото                       | Золото                    | Срібло                        | Срібло                     | Бронза                                     | Бронза                                     |
| ---------- | ---------------------------- | ------------------------- | ----------------------------- | -------------------------- | ------------------------------------------ | ------------------------------------------ |
| Акробатика | Ці Гуанпу · Китай            | 129.00                    | Олександр Абраменко · Україна | 116.50                     | Ілля Буров · Олімпійський комітет Росії    | 114.93                                     |
| Біг-ейр    | Бірк Рууд · Норвегія         | 187.75                    | Колбі Стівенсон · США         | 183.00                     | Генрік Гарлот · Швеція                     | 181.00                                     |
| Хафпайп    | Ніко Портеус · Нова Зеландія | 93.00                     | Девід Вайс · США              | 90.75                      | Алекс Феррейра · США                       | 86.75                                      |
| Слоупстайл | Alex Hall · США              | 90.01                     | Нік Геппер · США              | 86.48                      | Єспер Т'єдер · Швеція                      | 85.35                                      |
| Могул      | Вальтер Вальберг · Швеція    | Вальтер Вальберг · Швеція | Мікаель Кінгсбері · Канада    | Мікаель Кінгсбері · Канада | Ікума Хорісімі · Японія                    | Ікума Хорісімі · Японія                    |
| Скікрос    | Раян Режез · Швейцарія       | Раян Режез · Швейцарія    | Алекс Фіва · Швейцарія        | Алекс Фіва · Швейцарія     | Сергій Ридзик · Олімпійський комітет Росії | Сергій Ридзик · Олімпійський комітет Росії |

### Жінки
| Дисципліна | Золото                     | Золото                  | Срібло                    | Срібло                    | Бронза                                          | Бронза                   |
| ---------- | -------------------------- | ----------------------- | ------------------------- | ------------------------- | ----------------------------------------------- | ------------------------ |
| Акробатика | Сюй Ментао · Китай         | 108.61                  | Ганна Гуськова · Білорусь | 107.95                    | Меґан Нік · США                                 | 93.76                    |
| Біг-ейр    | Ейлін Гу · Китай           | 188.25                  | Тесс Ледо · Франція       | 187.50                    | Матільд Гремо · Швейцарія                       | 182.50                   |
| Хафпайп    | Gu Ailing Eileen · Китай   | 95.25                   | Кессі Шарп · Канада       | 90.75                     | Рейчел Каркер · Канада                          | 87.75                    |
| Слоупстайл | Матільд Гремо · Швейцарія  | 86.56                   | Ейлін Гу · Китай          | 86.23                     | Келлі Сілдару · Естонія                         | 82.06                    |
| Могул      | Джакара Ентоні · Австралія | 83.09                   | Джелін Кауф · США         | 80.28                     | Анастасія Смирнова · Олімпійський комітет Росії | 77.72                    |
| Скікрос    | Сандра Неслунд · Швеція    | Сандра Неслунд · Швеція | Маріелль Томпсон · Канада | Маріелль Томпсон · Канада | Даніела Маєр · Німеччина                        | Даніела Маєр · Німеччина |

### Змішані команди
| Дисципліна | Золото                                                     | Золото | Срібло                                       | Срібло | Бронза                                           | Бронза |
| ---------- | ---------------------------------------------------------- | ------ | -------------------------------------------- | ------ | ------------------------------------------------ | ------ |
| Акробатика | США · Ешлі Колдуелл · Крістофер Лілліс · Джастін Шунефелдд | 338.34 | Китай · Сюй Ментао · Цзя Цзун'ян · Ці Гуанпу | 324.22 | Канада · Маріон Тено · Міа Фонтен · Льюїс Ірвінг | 290.98 |